# Biuletyn Kujawskiego Oddziału Stowarzyszenia Kupców Polskich
„Biuletyn” Kujawskiego Oddziału Stowarzyszenia Kupców Polskich – miesięcznik wydawany we Włocławku w okresie międzywojennym. Około 1926 r. siedziba redakcji mieściła się przy ul. Kościuszki 6, redaktorem miesięcznika był wówczas Antoni Rudziński.